# Home (Good Neighbours)
Home is een nummer van het Britse indierockduo Good Neighbours uit 2024. Het is de eerste single van hun titelloze debuut-EP.
"Home" gaat over heimwee. Al maanden voordat het nummer uitkwam, deelde Good Neighbours het refrein al op TikTok. Daar werd het al snel een hit, waarop het duo besloot het nummer verder af te maken en uit te brengen. Het nummer werd een bescheiden hit in het Verenigd Koninkrijk, waar het de 26e positie bereikte. Ook in diverse andere landen was de plaat succesvol. In Nederland werd de 16e positie in de Tipparade gehaald.

## Tracklijst
Muziekdownload
1. "Home" - 2:37